# Carl Julius Wilhelm Ernst von Schumm
Carl Julius Wilhelm Ernst Schumm, ab 1838 von Schumm, (* 11. September 1794 in Ansbach; † 27. Juli 1863 in Ellwangen (Jagst)) war ein württembergischer Oberamtmann und Regierungspräsident.

## Leben und Beruf
Carl Julius Wilhelm Ernst Schumm war der Sohn eines Obersteuereinnehmers und Kriegsrats. Er studierte Rechts- und Kameralwissenschaften in Erlangen und Landshut, danach legte er die Prüfungen als Rechtskandidat in Bayern und beim Justizdepartement in Württemberg ab. Nahezu drei Jahre arbeitete er als Praktikant bei den bayerischen Landgerichten in Heilsbronn, Cadolzburg und Ansbach. In dieser Zeit war er auch Privatgehilfe eines Advokaten in Ansbach. Nach einem einjährigen Praktikum bei zwei Rentämtern in München und Ansbach war er Assessoratsamtsverweser in Ellwangen. 1820 wurde Schumm Oberjustizassessor beim Gerichtshof in Esslingen und 1826 Oberjustizrat beim Gerichtshof in Ulm. Von 1834 bis 1836 leitete er als Oberamtmann mit dem Titel Oberregierungsrat das Oberamt Ulm. 1836 wechselte er als dritter vortragender Rat zum Innenministerium nach Stuttgart. 1847 wurde er als Regierungsdirektor Leiter der Regierung des Schwarzwaldkreises in Reutlingen und ab 1854 des Jagstkreises in Ellwangen.

## Ehrungen und Nobilitierung
- 1838 Ritterkreuz des Ordens der württembergischen Krone[1], welches mit dem persönlichen Adelstitel (Nobilitierung) verbunden war
- 1856 Kommenturkreuz 2. Klasse des Friedrichs-Ordens
- 1861 Kommenturkreuz des Ordens der Württembergischen Krone